# 대구대진초등학교
대구대진초등학교(大邱大辰初等學校)는 대한민국 대구광역시 달서구에 있는 공립 초등학교이다.

## 역사
- 2002.03.01. 대구광역시교육청 지정 교육방송 시범학교 운영
- 2006.03.01. 대구광역시교육청 대구교육대학교 대용부설학교 운영(2006.03.01~2009.02.28.)
- 2007.03.01. 대구광역시교육청 지정 평생학습관 운영(2007.03.01~2012.02.29.)
- 2008.03.01. 대구유천초등학교 개교와 함께 분리 이관
- 2010.03.01. 대구광역시교육청 지정 2009개정교육과정 선도학교 운영(2010.03.01~2011.02.28.)
- 2011.03.01. 38학급 편성(병설유치원 2학급 별도), 제6대 권경란 교장선생님 부임
- 2011.03.01. 대구광역시교육청 지정 창의적 체험활동 선도학교 운영(2011.03.01~2012.02.29.)
- 2011.03.01. 대구광역시교육청 지정 학부모 학교 참여 지원사업 대상학교 운영(2011.03.01~2012.02.29.)
- 2012.12.21. 대구e-스터디 활용 최우수교, 이러닝 활용 우수교, 예절 친절 으뜸학교
- 2014.12.31. 2014. 주제가 있는 학교특색경영 최우수교
- 2015.10.12. 2015. 전국 도서관 교육 평가 우수교 (문화체육관광부장관상)
- 2015.10.22. 2015. 학교교육 정보화 우수교
- 2015.12.10. 2015. 인성교육실천사례 기관 우수교
- 2015.12.31. 2015. 주제가 있는 학교특색경영 우수교
- 2016.03.01. 34학급 편성 (특수학급 및 병설유치원 2학급 포함)
- 2016.11.15. 2016. 주제가 있는 학교특색경영 우수교
- 2017.02.10. 2016. 인성교육실천사례 기관 전국 우수교
- 2017.03.01. 30학급 편성 (특수학급 및 병설유치원 2학급 포함)
- 2017.03.01. 인문학서당 운영학교, 협력학습실천 선도학교
- 2017.05.31. 5월 최고의 밥상 우수교
- 2017.10.17. 남부교육지원청교육장배 육상경기대회 여초부 3위
- 2017.10.17. 사제동행 행복스포츠클럽대회 프리테니스 1위
- 2018.03.01. 29학급 편성(특수학급 및 병설유치원 2학급 포함)
- 2018.08.29. 1학기 대구e-스터디 우수교(교육연구정보원장)
- 2018.12.24. 남부교육활동 우수교(교육장)
- 2018.12.26. 팔공수련과정 우수교(교육감)
- 2018.12.31. 학교독서인문교육 우수교(부총리겸 교육부장관)
- 2019.03.01. 28학급 편성(특수학급 및 병설유치원 2학급 포함)
- 2019.05.27. 제48회 전국소년체육대회 멀리뛰기 동메달, 수영 접영50m 동메달